# 勒布勒伊 (马恩省)
勒布勒伊（法語：Le Breuil，法語發音：[lə bʁœj]）是法国马恩省的一个市镇，属于埃佩尔奈区。

## 地理
勒布勒伊（48°58'32"N, 3°38'48"E）面积16.01 平方千米，位于法国大東部大區马恩省，该省份为法国东北部内陆省份，北起阿登省，西北接埃纳省，西南接塞纳-马恩省，南至奥布省，东南接上马恩省，东临默兹省。
与勒布勒伊接壤的市镇（或旧市镇、城区）包括：香槟谷村、伊尼-孔布利济、韦尔东、拉维尔苏索尔拜。

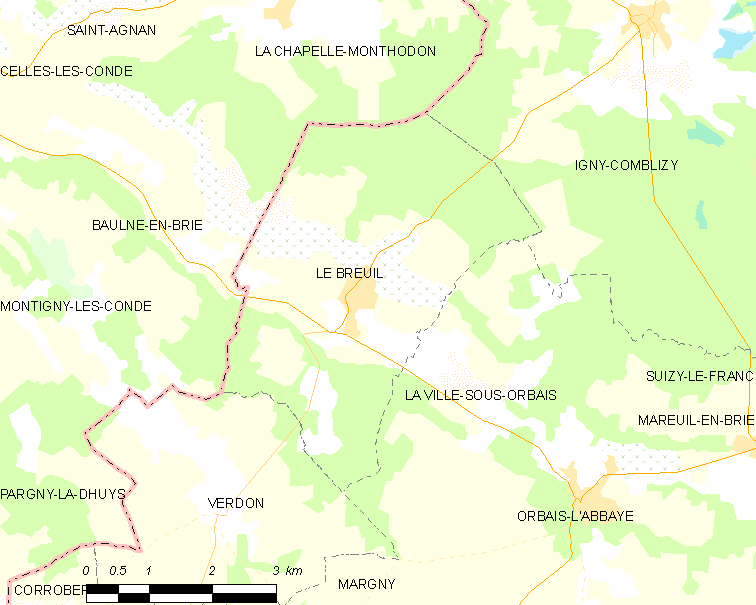
的OSM定位图

勒布勒伊的时区为UTC+01:00、UTC+02:00（夏令时）。

## 行政
勒布勒伊的邮政编码为51210，INSEE市镇编码为51085。

## 政治
勒布勒伊所属的省级选区为多尔芒-香槟景县。

## 人口

1962-2008年间人口变化图示

勒布勒伊于2022年1月1日时的人口数量为377人。